# Tipula (Acutipula) jacobsoni
Tipula (Acutipula) jacobsoni is een tweevleugelige uit de familie langpootmuggen (Tipulidae). De soort komt voor in het Oriëntaals gebied.